# الأحد الدامي (1972)
الأحد الدامي 1972 هو يوم الأحد الثلاثين من يناير عام 1972 والذي وقعت فيه مذبحة دامية في ديري في شمال آيرلندا[ ؟ ]، حيث قتل فيه 14 شخص من المدنيين العزل ضمن حشد من المتظاهرين كانوا يتظاهرون ضد قانون الاعتقال الاحترازي الذي قررت السلطات البريطانية تطبيقه على الناشطين الآيرلنديين، دون تمييز بين متهم أو بريء. والذي حدث هو أن قوات المشاة من الجيش البريطاني فتحت النار على المتظاهرين وأردت 14 مواطنا أعزل ومن بينهم فتيان صغار. وأشعلت تلك الحادثة الوضع المتوتر في أيرلندا الشمالية. ووقعت أعمال انتقامية حتى مطلع الثمانينات.
وقد أخرج المخرج بول غرينغراس فيلماً يحمل اسم الأحد الدامي يصور ما جرى. نال في عام 2002 جائزة الدب الذهبي لأفضل فيلم في مهرجان برلين السينمائي.